# Sandrino Castec
Sandrino Castec (Santiago de Chile, 3 april 1960 – Puente Alto, 11 december 2024) was een profvoetballer uit Chili, die gedurende zijn carrière speelde als aanvaller. Hij kwam uit voor Universidad de Chile, Audax Italiano, Cruz Azul en Cobresal.

## Interlandcarrière
Castec speelde zeven officiële interlands voor Chili, en maakte één doelpunt voor de nationale ploeg in de periode 1980-1983. Hij maakte zijn debuut (en scoorde onmiddellijk) in de vriendschappelijke uitwedstrijd tegen Argentinië (2-2) op 18 september 1980. Het andere Chileense doelpunt kwam op naam van Osvaldo Vargas.
castec overleed op 11 december 2024 op 64-jarige leeftijd.

## Erelijst
Universidad de Chile
- Copa Chile

1979